# Panorpa debilis
Panorpa debilis är en näbbsländeart som beskrevs av John Obadiah Westwood 1846. Panorpa debilis ingår i släktet Panorpa och familjen skorpionsländor. Inga underarter finns listade i Catalogue of Life.